# Associazione Calcio Carpi 1941-1942
Questa pagina raccoglie le informazioni riguardanti l'Associazione Calcio Carpi nelle competizioni ufficiali della stagione 1941-1942.

## Stagione
Nella stagione di guerra 1941-42 il Carpi ha disputato il girone F del campionato di Serie C, con 19 punti in classifica si è piazzato in quindicesima posizione, il torneo è stato vinto con 53 punti dall'Anconitana Emilio Bianchi che ha ottenuto l'ammissione al gironi finali che la promuoveranno in Serie B accompagnata tra i cadetti dal Palermo, dalla Mater di Roma e dalla Cremonese.

## Rosa
| N. |                   | Ruolo | Calciatore        |
| -- | ----------------- | ----- | ----------------- |
|    | Italia (bandiera) | C     | Carlo Barbieri    |
|    | Italia (bandiera) | A     | Gino Bedogni      |
|    | Italia (bandiera) | A     | Ennio Bergonzini  |
|    | Italia (bandiera) | C     | Eligio Bertuzzi   |
|    | Italia (bandiera) | A     | Zelindo Calimi    |
|    | Italia (bandiera) | A     | Clinio Coppelli   |
|    | Italia (bandiera) | D     | Bruno Carnevali   |
|    | Italia (bandiera) | A     | Turriddu Davoli   |
|    | Italia (bandiera) | D     | Angelo Ferrario   |
|    | Italia (bandiera) | D     | Riccardo Gabbiati |
|    | Italia (bandiera) | C     | Nunzio Gavioli    |

| N. |                   | Ruolo | Calciatore          |
| -- | ----------------- | ----- | ------------------- |
|    | Italia (bandiera) | D     | Oreste Gherardi     |
|    | Italia (bandiera) | A     | M. Gozzi            |
|    | Italia (bandiera) | A     | Giuseppe Medici     |
|    | Italia (bandiera) | D     | Gian Marco Mezzadri |
|    | Italia (bandiera) | A     | Silvio Naldi        |
|    | Italia (bandiera) | C     | Giuseppe Pantaleoni |
|    | Italia (bandiera) | P     | Piero Pasini        |
|    | Italia (bandiera) | C     | Uber Pirondi        |
|    | Italia (bandiera) | C     | Gisleno Santunione  |
|    | Italia (bandiera) | D     | Corrado Sforza      |
|    | Italia (bandiera) | A     | Bruno Zalateu       |